# Итапитанга
Итапитанга (порт. Itapitanga)  —  муниципалитет в Бразилии, входит в штат Баия. Составная часть мезорегиона Юг штата Баия. Входит в экономико-статистический микрорегион Ильеус-Итабуна. Население составляет 10 315 человек на 2006 год. Занимает площадь 410,422 км². Плотность населения — 25,1 чел./км².

## Статистика
- Валовой внутренний продукт на 2003 год составляет 29 579 093,00 реалов (данные: Бразильский институт географии и статистики).
- Валовой внутренний продукт на душу населения на 2003 год составляет 2858,99 реалов (данные: Бразильский институт географии и статистики).
- Индекс развития человеческого потенциала на 2000 год составляет 0,608 (данные: Программа развития ООН).